# The Air Patrol

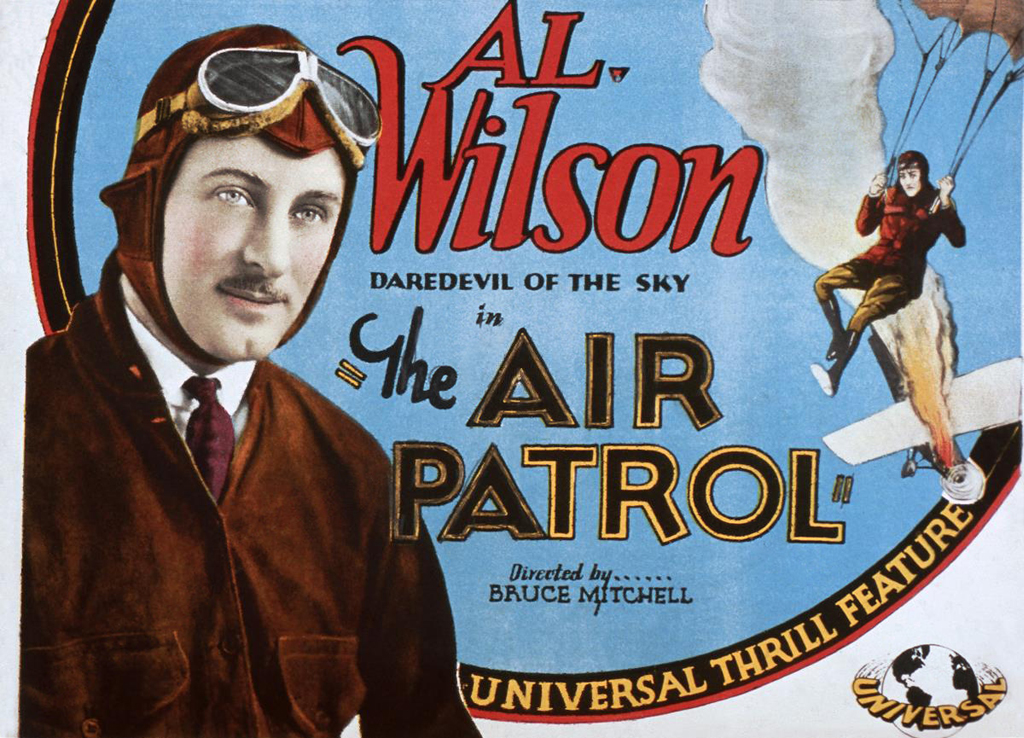
Carte promotionnelle du film.

The Air Patrol est un film américain réalisé par Bruce M. Mitchell et sorti en 1928.

## Synopsis
L'agent spécial Capitaine Al Langdon, de la patrouille aérienne, force "Flash" Kelly, un trafiquant de diamants présumé à atterrir, mais lorsqu'il s'avère qu'il n'est pas la bonne personne, les soupçons de Langdon se tournent vers Michael Revere.
Lors d'une sortie avec sa voisine Mary Lacy, Revere trouve Langdon apparemment ivre, en train de sauter en parachute d'un avion. Malgré l'intercession de Mary en sa faveur, Langdon est licencié et propose plus tard ses services comme une ruse à Revere pour l'aider à capturer le gang.

## Fiche technique
- Réalisation : Bruce M. Mitchell
- Scénario : William Berke, Gardner Bradford d'après une histoire d'Al Wilson
- Photographie : William S. Adams
- Montage : De Leon Anthony
- Production : Universal Pictures[1]
- Durée : 60 minutes (5 bobines)[2]
- Date de sortie :
  - 1er janvier 1928

## Distribution
- Al Wilson as Al Langdon
- Elsa Benham : Mary Lacy
- Jack Mower : Michael Rovere
- Frank Tomick : "Flash" Kelly
- Monte Montague : Professeur Simeon Swivel
- Taylor N. Duncan : Capitaine Carter
- Art Goebel : Aviator
- Frank Clarke : Lt. Blount